# Rau trai thường
Thài lài hay còn gọi rau trai, trai thường, thài lài trắng, rau trai châu Á (danh pháp khoa học: Commelina communis) là một loài thực vật có hoa trong họ Commelinaceae. Loài này được L. mô tả khoa học đầu tiên năm 1753.